# Chouette leptogramme
Strix leptogrammica
Espèce
Statut de conservation UICN

 LC  : Préoccupation mineure
Statut CITES
La Chouette leptogramme (Strix leptogrammica) est une espèce de rapaces de la famille des Strigidae.

## Description
La chouette leptogramme mesure de 47 à 53 cm de la tête à la queue.
Cette chouette est strictement nocturne. Elle passe la journée cachée dans le feuillage des hautes branches d'un arbre et ne sort qu'à la nuit tombée pour chasser. Elle capture et mange des rongeurs dont des musaraignes, des chauves-souris et aussi de gros insectes et de nombreux oiseaux incluant tourterelles, martins et perdrix.

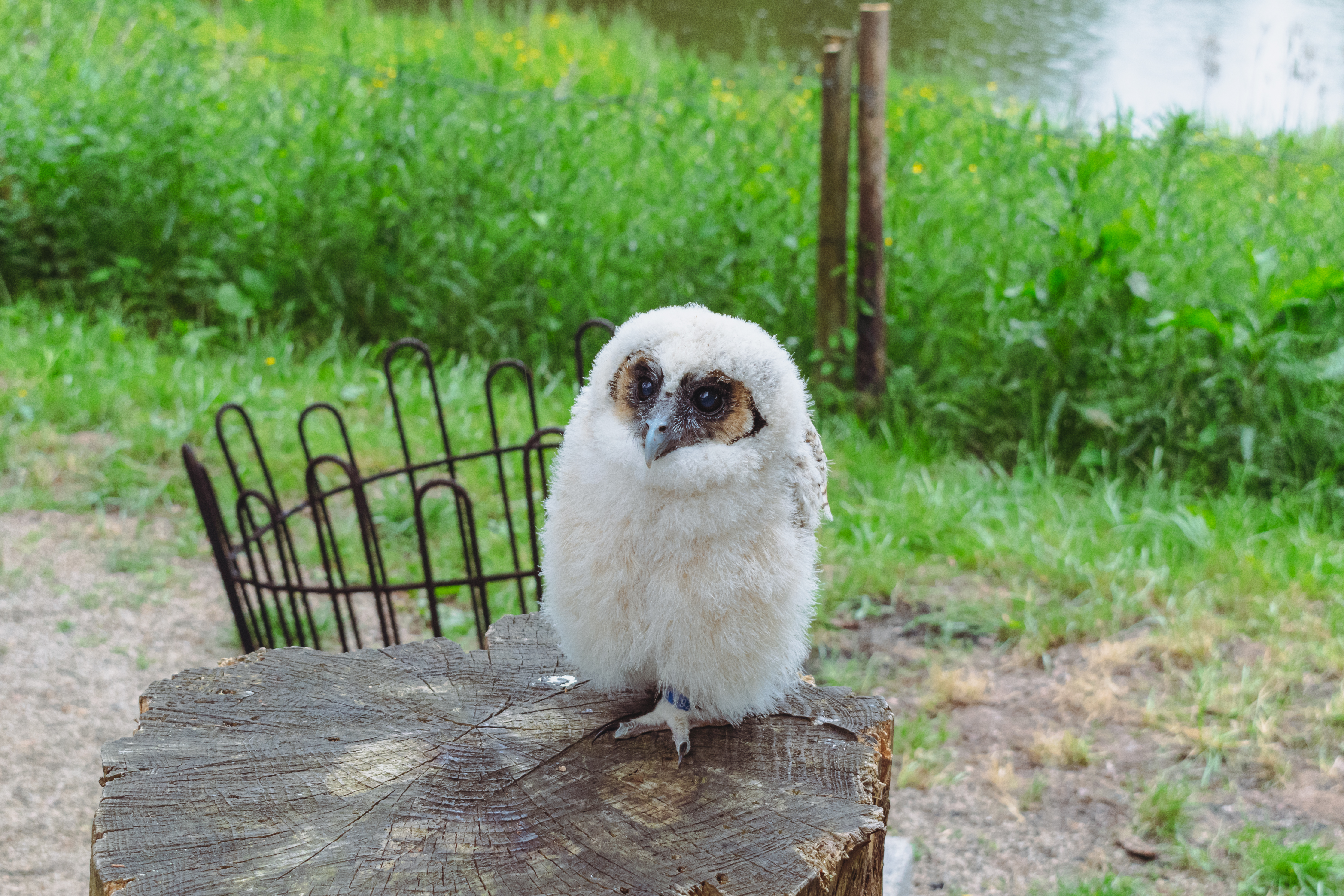
Adolescent.
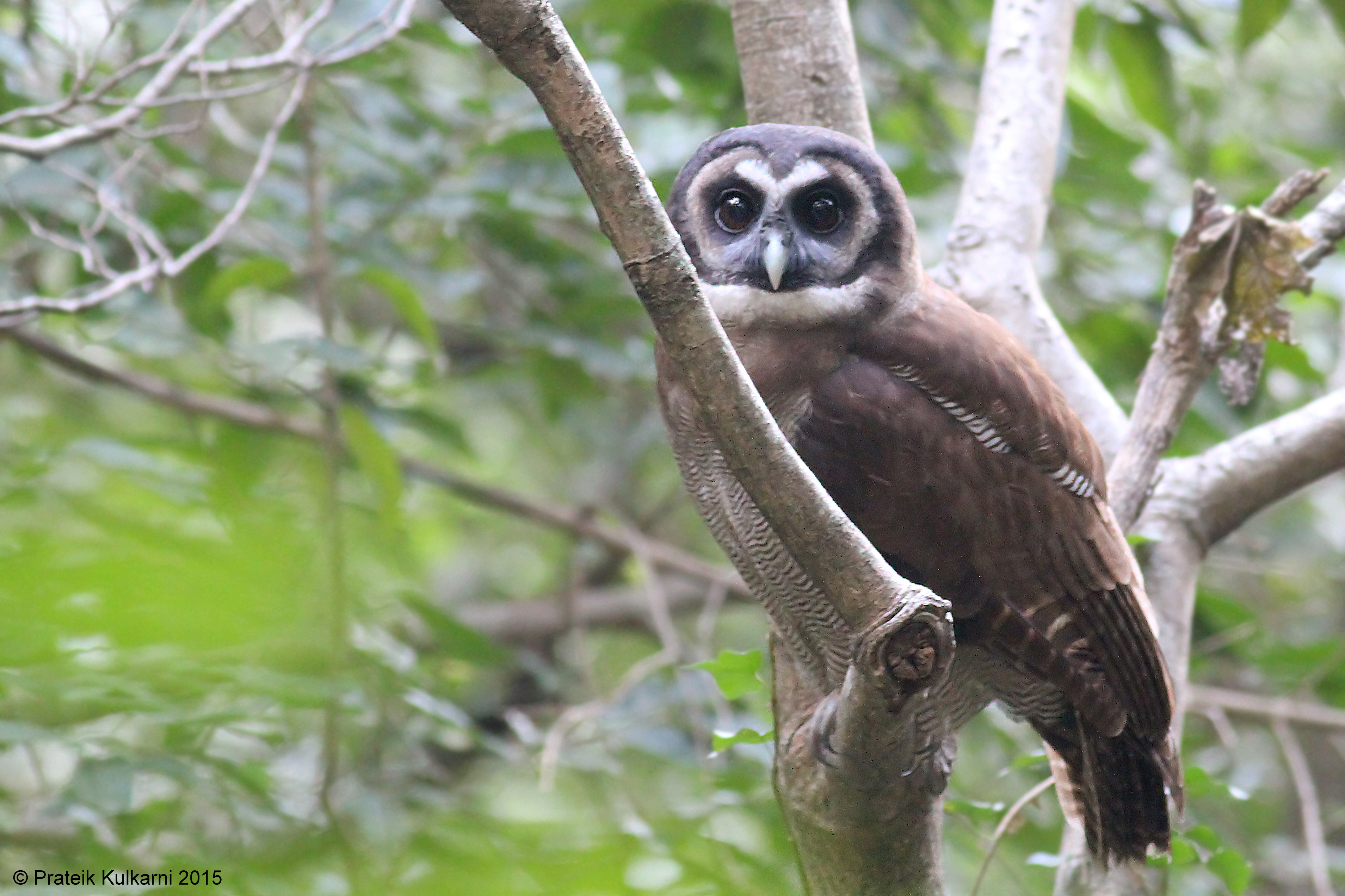
Adulte.

## Répartition géographique
On la trouve au sud de l'Asie depuis l'Inde et le Sri Lanka à l'est, jusqu'à l'ouest de l'Indonésie et dans le sud de la Chine.

## Habitat
Cette chouette vit dans les forêts tropicales de plaines, dans les forêts denses à moyenne ou haute altitude, le plus souvent à l'écart de l'homme.

## Cri
Cet rapace nocturne est difficile à voir mais facile à reconnaître à son cri caractéristique. Son cri classique est une courte série vibrante de hululements profonds, commençant doucement et se terminant plus fort, hou-hou-houhouhrrror ou hou hou-hou-hou-hou.
Elle émet aussi divers cris selon la région où elle vit : simple houh explosif répété à intervalles réguliers ; roucoulement doux ho-hou ; ou cri strident iiiaoouh...

## Sous-espèces
D'après la classification de référence du Congrès ornithologique international (version 14.1, 2024), la Chouette leptogramme possède 14 sous-espèces (ordre phylogénique) :
- Strix leptogrammica ticehursti Delacour, 1930 ;
- Strix leptogrammica caligata (Swinhoe, 1863) ;
- Strix leptogrammica laotiana Delacour, 1926 ;
- Strix leptogrammica newarensis (Hodgson, 1836) ;
- Strix leptogrammica indranee Sykes, 1832 ;
- Strix leptogrammica ochrogenys (Hume, 1873) ;
- Strix leptogrammica maingayi (Hume, 1878) ;
- Strix leptogrammica myrtha (Bonaparte, 1850) ;
- Strix leptogrammica nyctiphasma Oberholser, 1924 ;
- Strix leptogrammica niasensis (Salvadori, 1887) ;
- Strix leptogrammica chaseni Hoogerwerf & de Boer, 1947 ;
- Strix leptogrammica leptogrammica Temminck, 1832 ;
- Strix leptogrammica vaga Mayr, 1938 ;
- Strix leptogrammica bartelsi (Finsch, 1906).